# Fenneropenaeus
Genre
Fenneropenaeus est un genre de crustacés décapodes dont les représentants ressemblent à des crevettes.

## Liste des espèces
Selon Catalogue of Life (11 novembre 2017) :
- Fenneropenaeus chinensis (Osbeck, 1765) - crevette charnue
- Fenneropenaeus indicus (H. Milne Edwards, 1837) - crevette royale blanche (des Indes)
- Fenneropenaeus merguiensis (De Man, 1888) - crevette banane
- Fenneropenaeus penicillatus (Alcock, 1905) - crevette queue rouge
- Fenneropenaeus silasi Muthu et Motoh, 1979